# 1. Fußball-Club Köln 01/07 2011-2012
Questa voce raccoglie le informazioni riguardanti l'1. Fußball-Club Köln 01/07 nelle competizioni ufficiali della stagione 2011-2012.

## Stagione
Nella stagione 2011-2012 il Colonia, allenato da Ståle Solbakken e Frank Schaefer, concluse il campionato di Bundesliga al 17º posto e retrocesse in 2. Bundesliga. In coppa di Germania il Colonia fu eliminato al secondo turno dall'Hoffenheim.

## Rosa
| N. |                       | Ruolo | Calciatore          |
| -- | --------------------- | ----- | ------------------- |
| 1  | Germania (bandiera)   | P     | Michael Rensing     |
| 2  | Slovenia (bandiera)   | D     | Mišo Brečko         |
| 3  | Tunisia (bandiera)    | D     | Ammar Jemal         |
| 4  | Germania (bandiera)   | D     | Christian Eichner   |
| 5  | Germania (bandiera)   | D     | Sascha Riether      |
| 6  | Germania (bandiera)   | C     | Kevin Pezzoni       |
| 7  | Germania (bandiera)   | A     | Sebastian Freis     |
| 8  | Portogallo (bandiera) | C     | Petit               |
| 10 | Germania (bandiera)   | A     | Lukas Podolski      |
| 11 | Slovenia (bandiera)   | A     | Milivoje Novakovič  |
| 12 | Brasile (bandiera)    | D     | Andrézinho          |
| 13 | Germania (bandiera)   | C     | Martin Lanig        |
| 14 | Romania (bandiera)    | A     | Alexandru Ioniță    |
| 15 | Polonia (bandiera)    | C     | Sławomir Peszko     |
| 16 | Germania (bandiera)   | D     | Christopher Schorch |
| 17 | Portogallo (bandiera) | C     | Sereno              |

| N. |                         | Ruolo | Calciatore               |
| -- | ----------------------- | ----- | ------------------------ |
| 18 | Giappone (bandiera)     | D     | Tomoaki Makino           |
| 19 | Croazia (bandiera)      | C     | Mato Jajalo              |
| 20 | Marocco (bandiera)      | A     | Adil Chihi               |
| 21 | Brasile (bandiera)      | D     | Pedro Geromel (Capitano) |
| 22 | Croazia (bandiera)      | P     | Miro Varvodić            |
| 23 | Canada (bandiera)       | D     | Kevin McKenna            |
| 24 | Germania (bandiera)     | P     | Daniel Schwabke          |
| 25 | Polonia (bandiera)      | C     | Adam Matuszczyk          |
| 26 | Germania (bandiera)     | P     | Timo Horn                |
| 27 | Germania (bandiera)     | C     | Christian Clemens        |
| 28 | Albania (bandiera)      | C     | Odise Roshi              |
| 29 | Germania (bandiera)     | C     | Christopher Buchtmann    |
| 30 | Burkina Faso (bandiera) | C     | Wilfried Sanou           |
| 31 | Germania (bandiera)     | A     | Mark Uth                 |
| 38 | Germania (bandiera)     | A     | Thiemo-Jerome Kialka     |
| -  | Siria (bandiera)        | A     | Mikael Ishak             |

## Organigramma societario
Area tecnica
- Allenatore: Frank Schaefer
- Allenatore in seconda: Rolf Herings, Dirk Lottner
- Preparatore dei portieri: Alexander Bade
- Preparatori atletici: Thorsten Klopp, Klaus Maierstein

## Risultati

### Bundesliga

#### Girone di andata
| Arbitro: | Gräfe |

|  |           |                             |
|  | Marcatori | 17’, 90’ Helmes 85’ Schäfer |

| Arbitro: | Winkmann |

|                                                    |           |              |
| Huntelaar 42’ (rig.), 47’, 84’ Holtby 48’ Raúl 59’ | Marcatori | 12’ Podolski |

| Arbitro: | Kircher |

|            |           |              |
| Jajalo 19’ | Marcatori | 17’ Iličević |

| Arbitro: | Meyer |

|                                        |           |                                                 |
| Petrić 11’ (rig.) Rajković 59’ Son 62’ | Marcatori | 21’ Chihi 49’ Novakovič 84’ Clemens 88’ McKenna |

| Arbitro: | Weiner |

|           |           |                               |
| Chihi 39’ | Marcatori | 31’ (rig.), 36’ (rig.) Simons |

| Arbitro: | Perl |

|            |           |                                            |
| Rolfes 70’ | Marcatori | 44’ Novakovič 47’, 54’ Podolski 90’ Jajalo |

| Arbitro: | Sippel |

|                         |           |  |
| Jajalo 20’ Podolski 64’ | Marcatori |  |

| Arbitro: | Meyer |

|                              |           |  |
| Lasogga 14’, 26’ Raffael 34’ | Marcatori |  |

| Arbitro: | Drees |

|                   |           |  |
| Podolski 24’, 86’ | Marcatori |  |

| Arbitro: | Brych |

|                                                       |           |  |
| Kagawa 7’ Schmelzer 25’ Lewandowski 44’, 50’ Kehl 66’ | Marcatori |  |

| Arbitro: | Gagelmann |

|                                     |           |  |
| Podolski 19’, 24’ (rig.) Peszko 56’ | Marcatori |  |

| Arbitro: | Weiner |

|                              |           |                         |
| Pizarro 49’, 54’ (rig.), 86’ | Marcatori | 3’ Clemens 45’ Podolski |

| Arbitro: | Gräfe |

|  |           |                           |
|  | Marcatori | 20’, 47’ Hanke 30’ Arango |

| Arbitro: | Brych |

|                  |           |                          |
| Gentner 29’, 36’ | Marcatori | 15’ (rig.), 88’ Podolski |

| Arbitro: | Fritz |

|                                    |           |  |
| Clemens 20’, 66’ Podolski 61’, 73’ | Marcatori |  |

| Arbitro: | Zwayer |

|              |           |             |
| Podolski 85’ | Marcatori | 70’ Allagui |

| Arbitro: | Winkmann |

|                               |           |  |
| Gómez 48’ Alaba 63’ Kroos 88’ | Marcatori |  |

#### Girone di ritorno
| Arbitro: | Welz |

|            |           |  |
| Polter 78’ | Marcatori |  |

| Arbitro: | Drees |

|             |           |                                                |
| Podolski 4’ | Marcatori | 60’, 72’ Marica 78’ (rig.) Huntelaar 82’ Höger |

| Arbitro: | Stark |

|  |           |           |
|  | Marcatori | 72’ Roshi |

| Arbitro: | Meyer |

|  |           |              |
|  | Marcatori | 88’ Guerrero |

| Arbitro: | Dingert |

|                         |           |               |
| Esswein 28’ Pekhart 85’ | Marcatori | 66’ Novakovič |

| Arbitro: | Brych |

|  |           |                 |
|  | Marcatori | 15’, 50’ Bender |

| Arbitro: | Hartmann |

|             |           |              |
| Compper 33’ | Marcatori | 81’ Podolski |

| Arbitro: | Winkmann |

|             |           |  |
| Clemens 36’ | Marcatori |  |

| Arbitro: | Stark |

|                                                  |           |             |
| Stindl 19’ Schlaudraff 61’ (rig.) Diouf 67’, 83’ | Marcatori | 43’ Pezzoni |

| Arbitro: | Zwayer |

|               |           |                                                                       |
| Novakovič 13’ | Marcatori | 26’ Piszczek 47’, 80’ Kagawa 52’ Lewandowski 78’ Gündoğan 84’ Perišić |

| Arbitro: | Welz |

|                           |           |                     |
| Koo 19’ Rafael 45’ (rig.) | Marcatori | 42’ (rig.) Podolski |

| Arbitro: | Perl |

|           |           |               |
| Jemal 39’ | Marcatori | 24’ Rosenberg |

| Arbitro: | Brych |

|                                                     |           |  |
| Polanski 19’ (rig.) Zidan 31’ Müller 37’ Szalai 54’ | Marcatori |  |

| Arbitro: | Kircher |

|                                   |           |  |
| Arango 19’ Jantschke 53’ Reus 55’ | Marcatori |  |

| Arbitro: | Sippel |

|            |           |           |
| Peszko 50’ | Marcatori | 71’ Cacau |

| Arbitro: | Stark |

|                                              |           |              |
| Mujdža 36’ Guédé 54’ Caligiuri 84’ Freis 90’ | Marcatori | 47’ Podolski |

| Arbitro: | Meyer |

|               |           |                                               |
| Novakovič 63’ | Marcatori | 34’, 85’ Müller 52’ (aut.) Geromel 54’ Robben |

### Coppa di Germania
| Arbitro: | Dingert |

|  |           |                               |
|  | Marcatori | 23’, 45’ Novakovič 78’ Jajalo |

| Arbitro: | Kircher |

|                      |           |           |
| Obasi 41’ Musona 50’ | Marcatori | 6’ Jajalo |

## Statistiche

### Statistiche di squadra
| Competizione      | Punti | In casa | In casa | In casa | In casa | In casa | In casa | In trasferta | In trasferta | In trasferta | In trasferta | In trasferta | In trasferta | Totale | Totale | Totale | Totale | Totale | Totale | DR  |
| Competizione      | Punti | G       | V       | N       | P       | Gf      | Gs      | G            | V            | N            | P            | Gf           | Gs           | G      | V      | N      | P      | Gf     | Gs     | DR  |
| ----------------- | ----- | ------- | ------- | ------- | ------- | ------- | ------- | ------------ | ------------ | ------------ | ------------ | ------------ | ------------ | ------ | ------ | ------ | ------ | ------ | ------ | --- |
| Bundesliga        | 30    | 17      | 5       | 4       | 8       | 20      | 29      | 17           | 3            | 2            | 12           | 19           | 46           | 34     | 8      | 6      | 20     | 39     | 75     | -36 |
| Coppa di Germania | -     | 0       | 0       | 0       | 0       | 0       | 0       | 2            | 1            | 0            | 1            | 4            | 2            | 2      | 1      | 0      | 1      | 4      | 2      | +2  |
| Totale            | -     | 17      | 5       | 4       | 8       | 20      | 29      | 19           | 4            | 2            | 13           | 23           | 48           | 36     | 9      | 6      | 21     | 43     | 77     | -34 |

### Andamento in campionato
| Giornata  | 1  | 2  | 3  | 4  | 5  | 6  | 7  | 8  | 9  | 10 | 11 | 12 | 13 | 14 | 15 | 16 | 17 | 18 | 19 | 20 | 21 | 22 | 23 | 24 | 25 | 26 | 27 | 28 | 29 | 30 | 31 | 32 | 33 | 34 |
| --------- | -- | -- | -- | -- | -- | -- | -- | -- | -- | -- | -- | -- | -- | -- | -- | -- | -- | -- | -- | -- | -- | -- | -- | -- | -- | -- | -- | -- | -- | -- | -- | -- | -- | -- |
| Luogo     | C  | T  | C  | T  | C  | T  | C  | T  | C  | T  | C  | T  | C  | T  | C  | C  | T  | T  | C  | T  | C  | T  | C  | T  | C  | T  | C  | T  | C  | T  | T  | C  | T  | C  |
| Risultato | P  | P  | N  | V  | P  | V  | V  | P  | V  | P  | V  | P  | P  | N  | V  | N  | P  | P  | P  | V  | P  | P  | P  | N  | V  | P  | P  | P  | N  | P  | P  | N  | P  | P  |
| Posizione | 17 | 18 | 18 | 14 | 15 | 12 | 10 | 12 | 10 | 12 | 11 | 11 | 11 | 11 | 11 | 10 | 10 | 11 | 14 | 9  | 12 | 14 | 14 | 14 | 13 | 13 | 14 | 16 | 16 | 16 | 16 | 16 | 16 | 17 |

Legenda:

Luogo: C = Casa; T = Trasferta. Risultato: V = Vittoria; N = Pareggio; P = Sconfitta.

### Statistiche dei giocatori
| Giocatore       | Bundesliga | Bundesliga | Bundesliga  | Bundesliga | Coppa di Germania | Coppa di Germania | Coppa di Germania | Coppa di Germania | Totale   | Totale | Totale      | Totale     |
| Giocatore       | Presenze   | Reti       | Ammonizioni | Espulsioni | Presenze          | Reti              | Ammonizioni       | Espulsioni        | Presenze | Reti   | Ammonizioni | Espulsioni |
| --------------- | ---------- | ---------- | ----------- | ---------- | ----------------- | ----------------- | ----------------- | ----------------- | -------- | ------ | ----------- | ---------- |
| T. Horn         | -          | -          | -           | -          | -                 | -                 | -                 | -                 | -        | -      | -           | -          |
| M. Rensing      | 32         | 0          | 2           | 0          | 1                 | 0                 | 0                 | 0                 | 33       | 0      | 2           | 0          |
| D. Schwabke     | -          | -          | -           | -          | -                 | -                 | -                 | -                 | -        | -      | -           | -          |
| M. Varvodić     | 2          | 0          | 0           | 0          | 1                 | 0                 | 0                 | 0                 | 3        | 0      | 0           | 0          |
| Andrezinho      | 7          | 0          | 1           | 0          | 1                 | 0                 | 0                 | 0                 | 8        | 0      | 1           | 0          |
| M. Brečko       | 27         | 0          | 6           | 2          | 2                 | 0                 | 0                 | 0                 | 29       | 0      | 6           | 2          |
| C. Eichner      | 29         | 0          | 2           | 0          | 2                 | 0                 | 1                 | 0                 | 31       | 0      | 3           | 0          |
| Geromel         | 28         | 0          | 4           | 0          | 1                 | 0                 | 0                 | 0                 | 29       | 0      | 4           | 0          |
| A. Jemal        | 15         | 1          | 3           | 0          | 1                 | 0                 | 0                 | 0                 | 16       | 1      | 3           | 0          |
| L. Kübler       | -          | -          | -           | -          | -                 | -                 | -                 | -                 | -        | -      | -           | -          |
| K. McKenna      | 25         | 1          | 4           | 0          | -                 | -                 | -                 | -                 | 25       | 1      | 4           | 0          |
| S. Riether      | 33         | 0          | 7           | 0          | 2                 | 0                 | 0                 | 0                 | 35       | 0      | 7           | 0          |
| Sereno          | 25         | 0          | 7           | 1          | 1                 | 0                 | 0                 | 0                 | 26       | 0      | 7           | 1          |
| C. Buchtmann    | 2          | 0          | 0           | 0          | -                 | -                 | -                 | -                 | 2        | 0      | 0           | 0          |
| A. Chihi        | 10         | 2          | 2           | 0          | 1                 | 0                 | 0                 | 0                 | 11       | 2      | 2           | 0          |
| C. Clemens      | 31         | 5          | 1           | 0          | 2                 | 0                 | 0                 | 0                 | 33       | 5      | 1           | 0          |
| J. Hector       | -          | -          | -           | -          | -                 | -                 | -                 | -                 | -        | -      | -           | -          |
| M. Jajalo       | 31         | 3          | 4           | 1          | 2                 | 2                 | 1                 | 0                 | 33       | 5      | 5           | 1          |
| M. Lanig        | 31         | 0          | 9           | 0          | 2                 | 0                 | 0                 | 0                 | 33       | 0      | 9           | 0          |
| S. Peszko       | 32         | 2          | 8           | 0          | 2                 | 0                 | 1                 | 0                 | 34       | 2      | 9           | 0          |
| Petit           | -          | -          | -           | -          | -                 | -                 | -                 | -                 | -        | -      | -           | -          |
| K. Pezzoni      | 12         | 1          | 0           | 0          | 2                 | 0                 | 0                 | 0                 | 14       | 1      | 0           | 0          |
| O. Roshi        | 20         | 1          | 2           | 0          | -                 | -                 | -                 | -                 | 20       | 1      | 2           | 0          |
| F. Schnellhardt | -          | -          | -           | -          | -                 | -                 | -                 | -                 | -        | -      | -           | -          |
| M. Weiser       | 1          | 0          | 0           | 0          | -                 | -                 | -                 | -                 | 1        | 0      | 0           | 0          |
| M. Ishak        | 11         | 0          | 0           | 0          | -                 | -                 | -                 | -                 | 11       | 0      | 0           | 0          |
| T. Jong         | 5          | 0          | 0           | 0          | -                 | -                 | -                 | -                 | 5        | 0      | 0           | 0          |
| M. Novakovič    | 20         | 5          | 1           | 1          | 1                 | 2                 | 0                 | 0                 | 21       | 7      | 1           | 1          |
| L. Podolski     | 29         | 18         | 3           | 1          | 2                 | 0                 | 1                 | 0                 | 31       | 18     | 4           | 1          |
| M. Uth          | -          | -          | -           | -          | -                 | -                 | -                 | -                 | -        | -      | -           | -          |
| S. Freis        | 4          | 0          | 0           | 0          | 1                 | 0                 | 0                 | 0                 | 5        | 0      | 0           | 0          |
| T. Makino       | 3          | 0          | 0           | 0          | -                 | -                 | -                 | -                 | 3        | 0      | 0           | 0          |
| A. Matuszczyk   | 9          | 0          | 1           | 0          | 1                 | 0                 | 0                 | 0                 | 10       | 0      | 1           | 0          |